# Maravedi

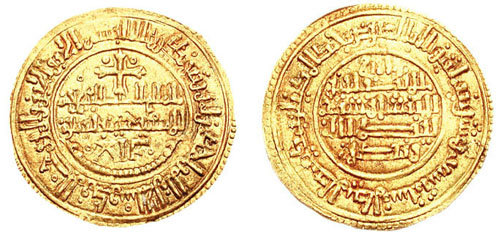
Maravedi i guld, cirka år 1191

Maravedi (spanska: maravedí, plural: maravedís) var en medeltida spansk valuta. Mynten användes i olika varianter från slutet av 1100-talet fram till mitten på 1800-talet. Mynten förekom i en rad olika valörer, från början präglades mynten i guld och silver och senare i billon och koppar.

## Valörer
De första mynten i guld präglades år 1172 under Alfonso VIII som en spansk ersättare till den almoravidske dinaren.
De första mynten präglad i silver utkom under Alfonso X.
De första mynten i billon präglades under Felipe II i en serie om 1, 2 och 4 maravedis.
De första mynten i koppar präglades i en serie om 1, 2, 4 och 8 maravedis under Felipe III. Den sista utgåvan (i koppar) präglades i en serie om 1, 2, 4 och 8 maravedis i mitten på 1800-talet under Isabel II.

## Etymologi

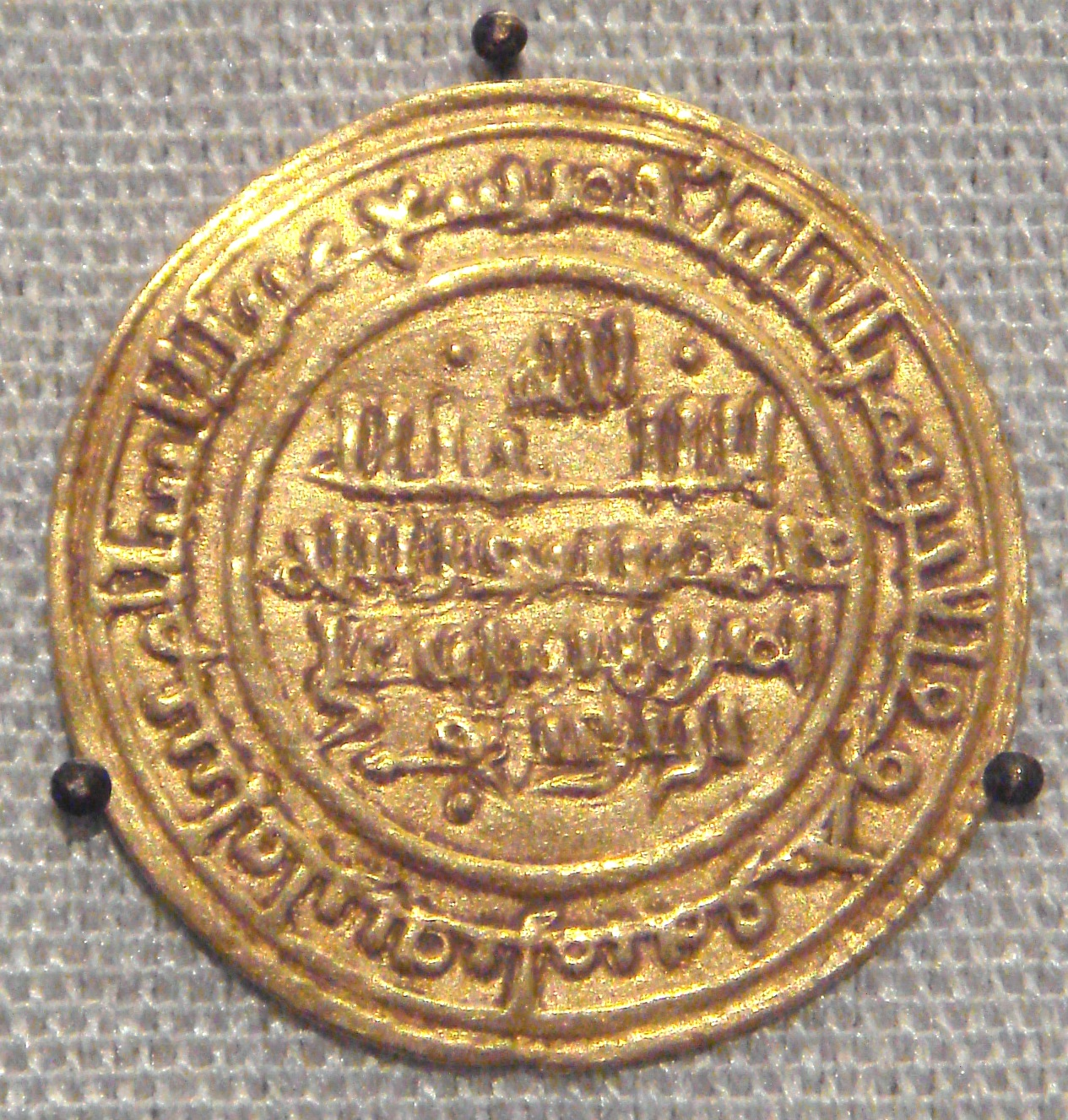
tidig Maravedi

Maravedi härstammar från arabiska al-Murābitũn ( المرابطون ) och det spanska namnet för Almoravider almorávide.

## Historia
Mynten har sitt ursprung i Córdoba under den umayyadiske kalifen Abd ar-Rahman III som där lät prägla guldmynt dinarer. I slutet på 1100-talet präglades sedan liknande mynt under Ferdinand II av León och Alfons VIII av Kastilien. Mynten var då huvudenhet.
Under Reyes Católicos övertogs mynten men nu övergick man helt till koppar och valörerna ökades till 1, 2, 3, 4, 6, 8 och 10 maravedis. Genom tiderna ändrades värdet fortsatt och maravedi blev en underenhet.
1858 drog Isabel II helt in maravedin och den ersattes av céntimos de real i den nya decimalvalutan "Real español".